# 7003 Zoyamironova
7003 Zoyamironova eller 1976 SZ9 är en asteroid i huvudbältet som upptäcktes den 25 september 1976 av den rysk-sovjetiske astronomen Nikolaj Tjernych vid Krims astrofysiska observatorium på Krim. Den har fått sitt namn efter Zoya Sergeevna Mironova.
Asteroiden har en diameter på ungefär 16 kilometer.